# Mari Törőcsik

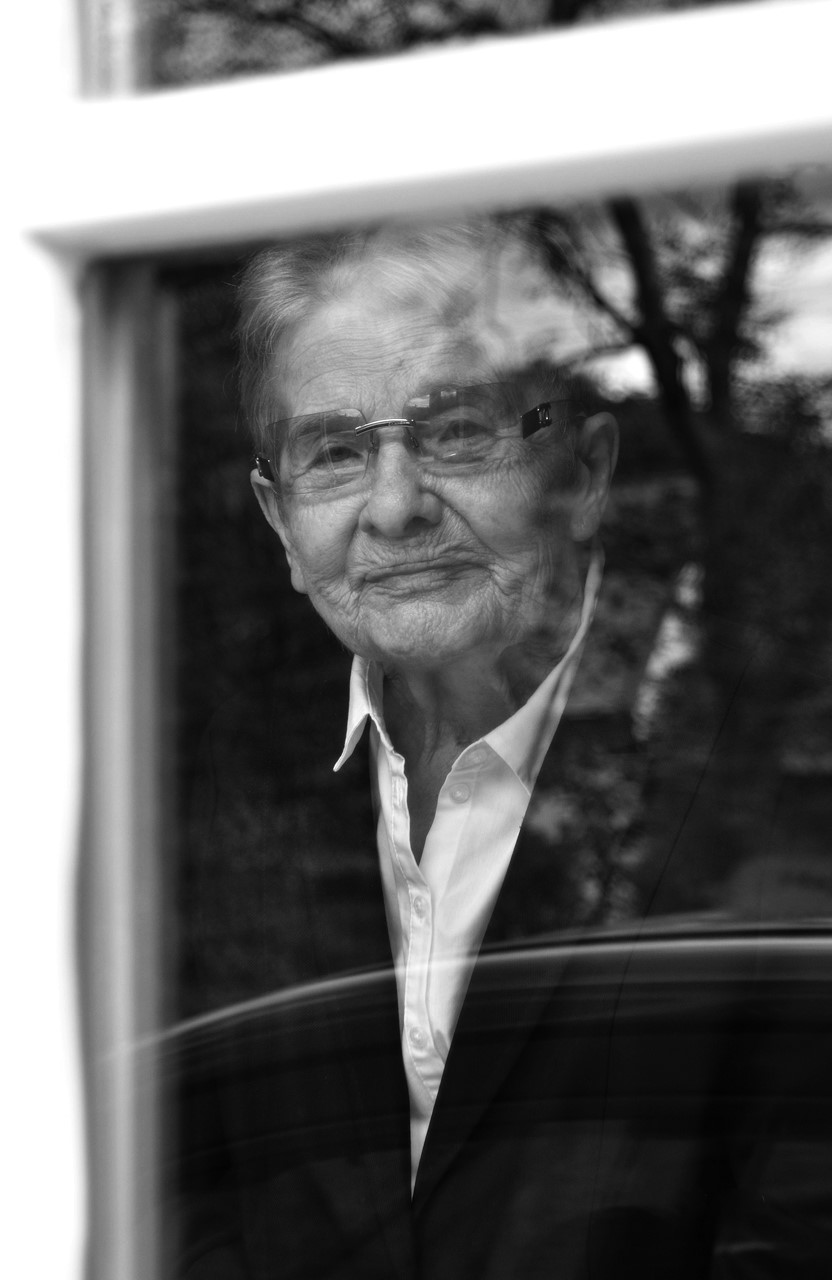
Mari Törőcsik (2019)

Mari Törőcsik (anhörenⓘ * 23. November 1935 in Pély; † 16. April 2021 in Szombathely) war eine ungarische Schauspielerin.

## Leben
Törőcsik absolvierte von 1954 bis 1958 die Hochschule für Theater- und Filmkunst in Budapest, danach spielte sie von 1958 bis 1979 im Ungarischen Nationaltheater (Budapest) (Nemzeti Színház). Weitere Stationen ihrer Theatertätigkeit waren unter anderem Szolnok und Győr, von 1989 bis 1992 war sie Vorsitzende der ungarischen Schauspielerkammer und Dozentin an der Schauspiel- und Filmhochschule. Ab 2002 wirkte sie wieder am Nationaltheater.
Dem breiten Publikum wurde die Schauspielerin aber vor allem über den Film bekannt. Ab den 1950er-Jahren hat sie in über 100 Rollen in Film und Fernsehen mitgewirkt. Ihr Filmdebüt hatte sie 1955 in Zoltán Fábris Karussell in der Hauptrolle des Mädchens Mari. Sie erhielt zwei Mal den Darstellerpreis des Filmfestivals Karlovy Vary, 1960 für ihre Rolle in Mihály Szemes’ Frechdachs und 1972 für Toter Ort von István Gaál. Einer ihrer größten Erfolge war der Part der Julianna Géczy in Gyula Maárs Fernsehfilm Frau Dery, wohin gehen Sie? (1976), für den sie den Darstellerpreis auf den Filmfestspielen von Cannes gewann. Außerdem wurde sie 1959 mit dem Béla-Balázs-Preis, 1964 und 1969 mit dem Mari-Jászai-Preis und 1973 mit dem staatlichen Kossuth-Preis geehrt. Ab 2005 war die Schauspielerin Ehrenbürgerin von Budapest.

## Filmografie (Auswahl)
- 1955: Karussell (Körhinta)
- 1957: Die eiserne Blume (Vasvirág)
- 1958: Schuldig? (Édes Anna)
- 1959: Frechdachs (Kölyök)
- 1959: Säbel und Würfel (Kard és kocka)
- 1959: Traumlose Jahre (Álmatlan évek)
- 1959: Zu Fuß in den Himmel (Gyalog a mennyországba)
- 1961: Ehe: genügend (Házasságból elégséges)
- 1963: Das verlorene Paradies (Elveszett paradicsom)
- 1964: Stunde der Wiederkehr (Négy lány egy udvarban)
- 1965: Liebe ist verboten (Tilos a szerelem!)
- 1966: Viel Lärm um Othello (Otello Gyulaházán)
- 1967: Das Kartenhaus (Kártyavár)
- 1968: Jungs aus der Paulstraße (A Pál utcai fiúk)
- 1968: Stille und Schrei (Csend és kiáltás)
- 1968: Liebt Emilia! (Szeressétek Ódor Emíliát!)
- 1969: Brillenträger (Szemüvegesek)
- 1969: Gewitterwolken (Holdudvar)
- 1971: Liebe (Szerelem)
- 1971: Ameisennest (Hangyaboly)
- 1971: Toter Ort (Holt vidék)
- 1971: Trotta
- 1974: Meine Liebe – Elektra (Szerelmem, Elektra)
- 1974: Macskajáték
- 1974: Die Söhne des Feuers (Szarvassá vált fiúk)
- 1975: Frau Dery, wohin gehen Sie? (Déryné, hol van?)
- 1975: Die Wartenden (Várakozók)
- 1977: Faxen (Teketória)
- 1978: Wessen Gesetz? (Kinek a törvénye?)
- 1979: Hinter der Ziegelmauer (A téglafal mögött)
- 1982: Rückfällige (Visszaesők)
- 1983: Daniel kehrt zurück (Szerencsés Dániel)
- 1983: Der arme Johnny und die Prinzessin Arnika (Szegény Dzsoni és Árnika)
- 1985: Anna und Anton (Anna es Anton)
- 1986: Keuchhusten (Szamárköhögés)
- 1987: Peer Gynt
- 1989: Music Box – Die ganze Wahrheit (Music Box)
- 1990: Tagebuch für meine Eltern (Napló apámnak, anyámnak)
- 1999: Ein Hauch von Sonnenschein (Sunshine)
- 2017: Aurora Borealis – Nordlicht (Aurora Borealis: Északi Fény)